# Assemblea Municipal de l'Esquerra Independentista
L'Assemblea Municipal de l'Esquerra Independentista (AMEI) fou una organització sorgida el 14 de desembre de 1986 amb l'objectiu d'organitzar tots els edils i regidors, provinents de diverses candidatures de l'esquerra independentista, que havien sorgit des de la transició espanyola.

## Història
Després de la caiguda del franquisme, l'únic representant de l'esquerra independentista a l'escenari electoral català era el Partit Socialista d'Alliberament Nacional (PSAN), però no aconseguia bons resultats. Paral·lelament, en alguns municipis s'hi havien presentat candidatures plurals que tenien uns programes similars als que defensava el PSAN, i en alguns casos van aconseguir molt bons resultats, com ara la CUPA a Arbúcies o la UM9 a Sant Pere de Ribes. Davant d'aquesta situació, el 1986 el Moviment de Defensa de la Terra (MDT) va proposar l'organització d'aquests edils i regidors perquè poguessin actuar conjuntament, fundant-se així l'Assemblea Municipal de l'Esquerra Independentista (AMEI).
Així, l'AMEI va coordinar les diferents candidatures independentistes de cara a les eleccions municipals del 10 de juny de 1987, tant de llistes senceres com de persones que, situades en llistes més amples, es comprometien a defensar la línia política de l'EI. Tot i les esperances dipositades en aquelles eleccions, les tensions internes dins del MDT van frenar les expectatives. Finalment, de cara a les municipals de 1991 es va decidir que les diverses llistes es presentessin sota les mateixes sigles, motiu pel qual l'MDT va registrar la marca CUP, creant-se així la Candidatura d'Unitat Popular.
A partir d'aquell moment, i coincidint amb l'ofensiva judicial que va pressionar a l'esquerra independentista en el marc dels Jocs Olímpics de Barcelona, el moviment general va perdre potència. Tanmateix, a partir de desembre de 1998 la AMEI es va reorganitzar, participant en el Procés de Vinaròs del 2000. Finalment, i coincidint amb l'ascens de la CUP, l'AMEI es va integrar definitivament en la Candidatura d'Unitat Popular.